# Tlaxcala (stato Nahua)

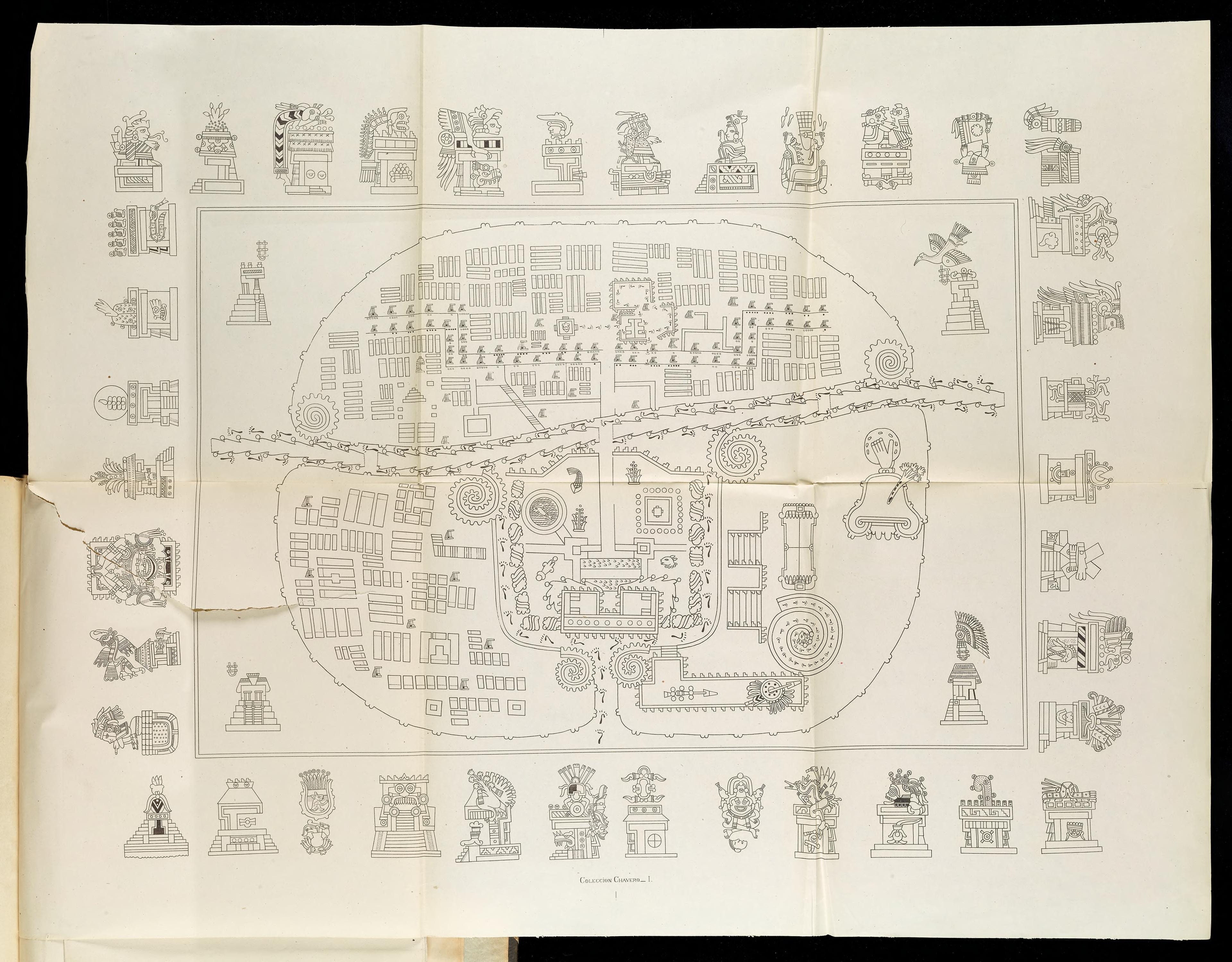
Mappa di Tlaxcala. Il settore in alto a destra è Tizatlan, quello in basso a destra è Quiahuiztlan, quello in alto a sinistra è Ocotelolco e quello in basso a sinistra è Tepeticpac. Il fiume, Atzompa, attraversa la città da nord a sud (da sinistra a destra, dato che la mappa è orientata sull'asse est-ovest). Tratta da Alfredo Chavero, Pintures Jeroglificas, Messico, 1901

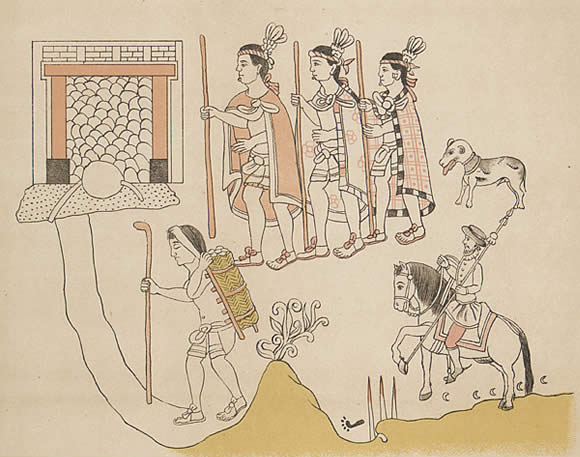
Alleati tlaxcaltecâ accompagnano Hernán Cortés durante la conquista spagnola dell'impero azteco, 1519, tratto da Historia de Tlaxcala

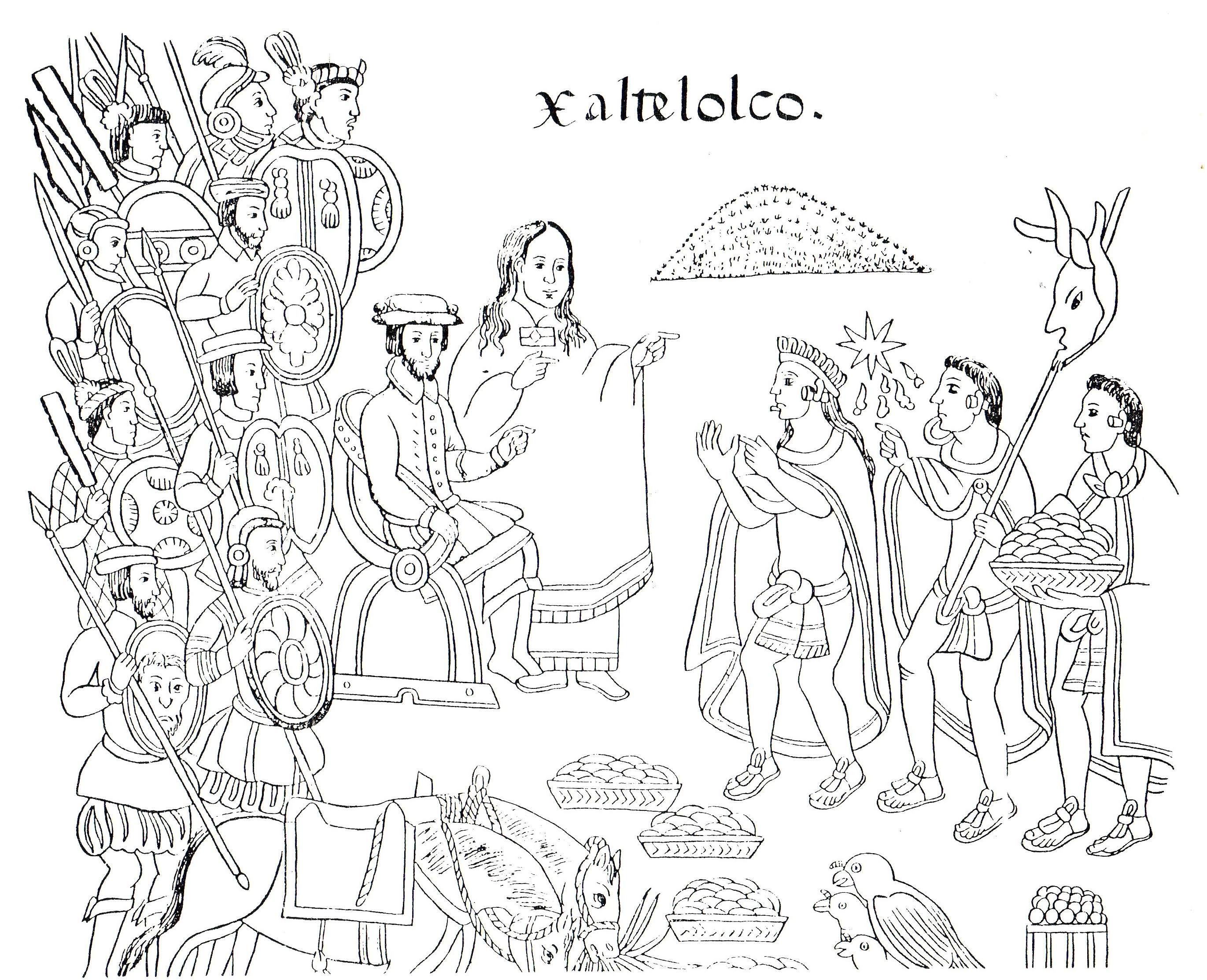
Immagine tratta da Historia de Tlaxcala che mostra Cortés mentre si incontra con messaggeri Tlaxcallani. La loro conversazione viene tradotta da Doña La Malinche

Tlaxcala (nahuatl: Tlaxcallān /tɬaʃˈkállaːn/, "luogo delle tortillas di mais") fu una città-Stato precolombiana del Messico centrale.
Si trattava di una confederazione di quattro altepetl: Ocotelolco, Quiahuiztlan, Tepeticpac e Tizatlan. Ognuno di loro governava a turno l'intera Tlaxcala.

## Storia
Tlaxcala non fu mai conquistata dall'impero azteco, ma fu in uno stato di guerra perpetua o, come veniva chiamata, di guerra dei fiori. Durante la conquista spagnola Tlaxcala si alleò con gli spagnoli contro gli Aztechi, fornendo numerosi soldati all'esercito spagnolo che alla fine distrusse l'impero azteco. 
Grazie all'alleanza con gli spagnoli, Tlaxcala poté godere di speciali privilegi durante tutto il periodo coloniale messicano.
Il conquistador Bernal Díaz del Castillo descrisse la prima battaglia tra spagnoli e Tlaxcalteca come sorprendentemente difficoltosa. Disse che probabilmente non sarebbero sopravvissuti se Xicotencatl il Vecchio, regnante di Tizatlan, non avesse persuaso il figlio Xicotencatl il Giovane, capo militare, che sarebbe stato meglio allearsi con loro piuttosto che ucciderli. Xicohtencatl il Giovane fu in seguito impiccato da Hernán Cortés per la diserzione dell'aprile 1521 durante l'assedio di Tenochtitlán.
A causa del protrarsi della guerra tra Aztechi e Tlaxcala, i Tlaxcala erano ansiosi di ottenere vendetta, e ben presto divennero alleati degli spagnoli. Anche se gli spagnoli erano stati cacciati da Tenochtitlán, i Tlaxcala continuarono a supportare la loro conquista.

## Curiosità
Tlaxcala è una delle fazioni giocabili nel videogioco Medieval II: Total War, quarto gioco dell serie Total War e sviluppato della The Creative Assembly, nell'espansione Kingdoms della Campagna Americana. Nel gioco, uno strategico a turni che parte dal 1519 d.C., sono sempre storici oppositori dell'Impero azteco e non tardano ad allearsi con i conquistadores spagnoli.